# Journal of Molecular Structure
Journal of Molecular Structureは、エルゼビアScienceDirectにより発行されている学術雑誌である。創刊は1968年で、化学における分子構造について論じている。
2022年ロシアのウクライナ侵攻後、Journal of Molecular Structure誌はロシアの研究機関の科学者によって書かれた論文を掲載しないことを発表した。編集長のRui Fausto（コインブラ大学）は、「我々の決定は国際合法性が回復するまで有効である」と述べた。